# Citroën C-Métisse
Citroën C-Métisse – samochód koncepcyjny francuskiego Citroëna, który zadebiutował 30 września na Paris Motor Show 2006. C-Metisse wyposażono w hybrydowy wysokoprężny układ napędowy, połączenie turbodiesla i silników elektrycznych pojawia się w pojazdach koncepcyjnych koncernu PSA coraz częściej. Ekstremalne proporcje wskazują, że ten model nie trafi w najbliższym czasie do produkcji.

## Design

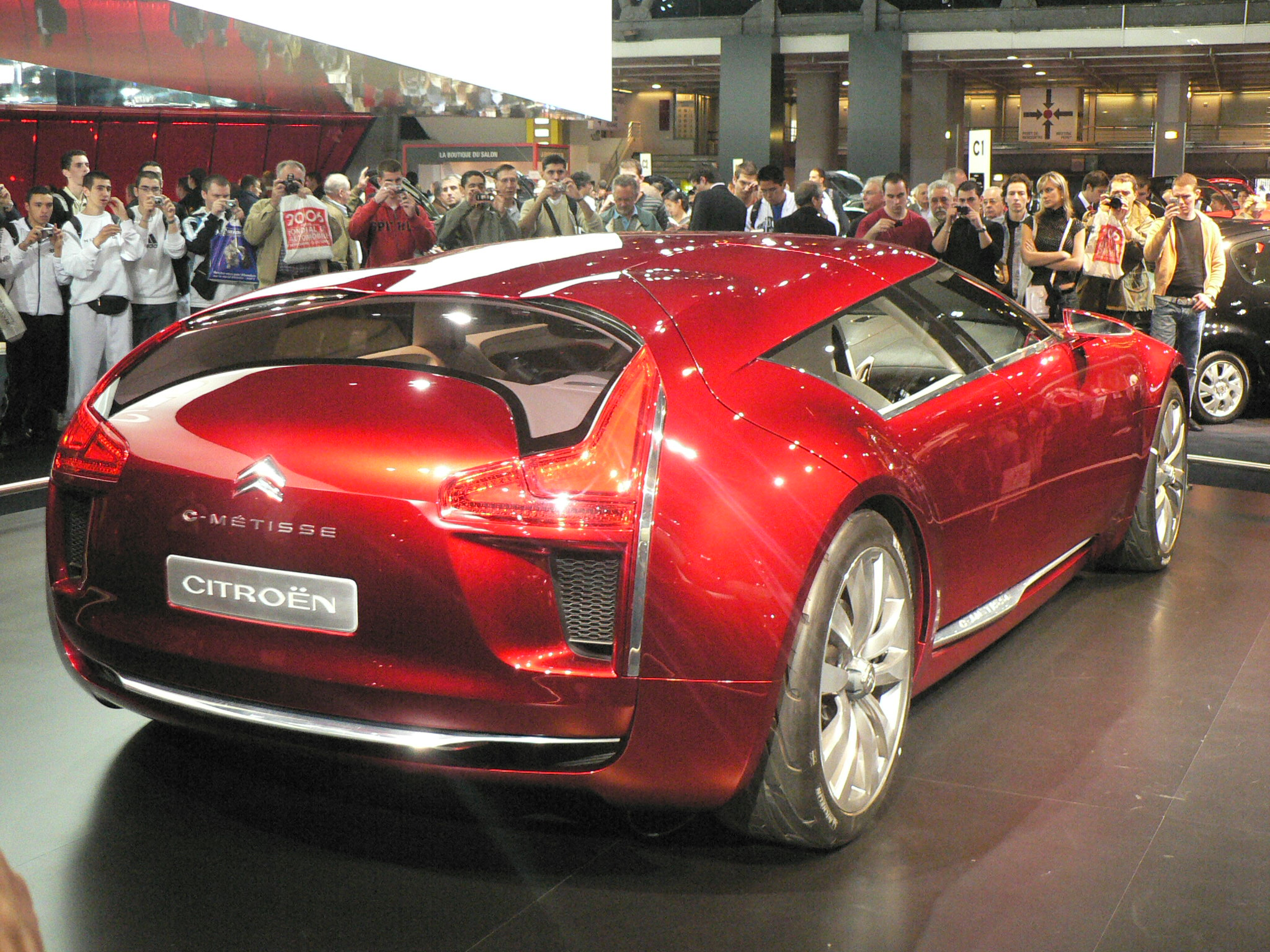
C-Métisse z tyłu

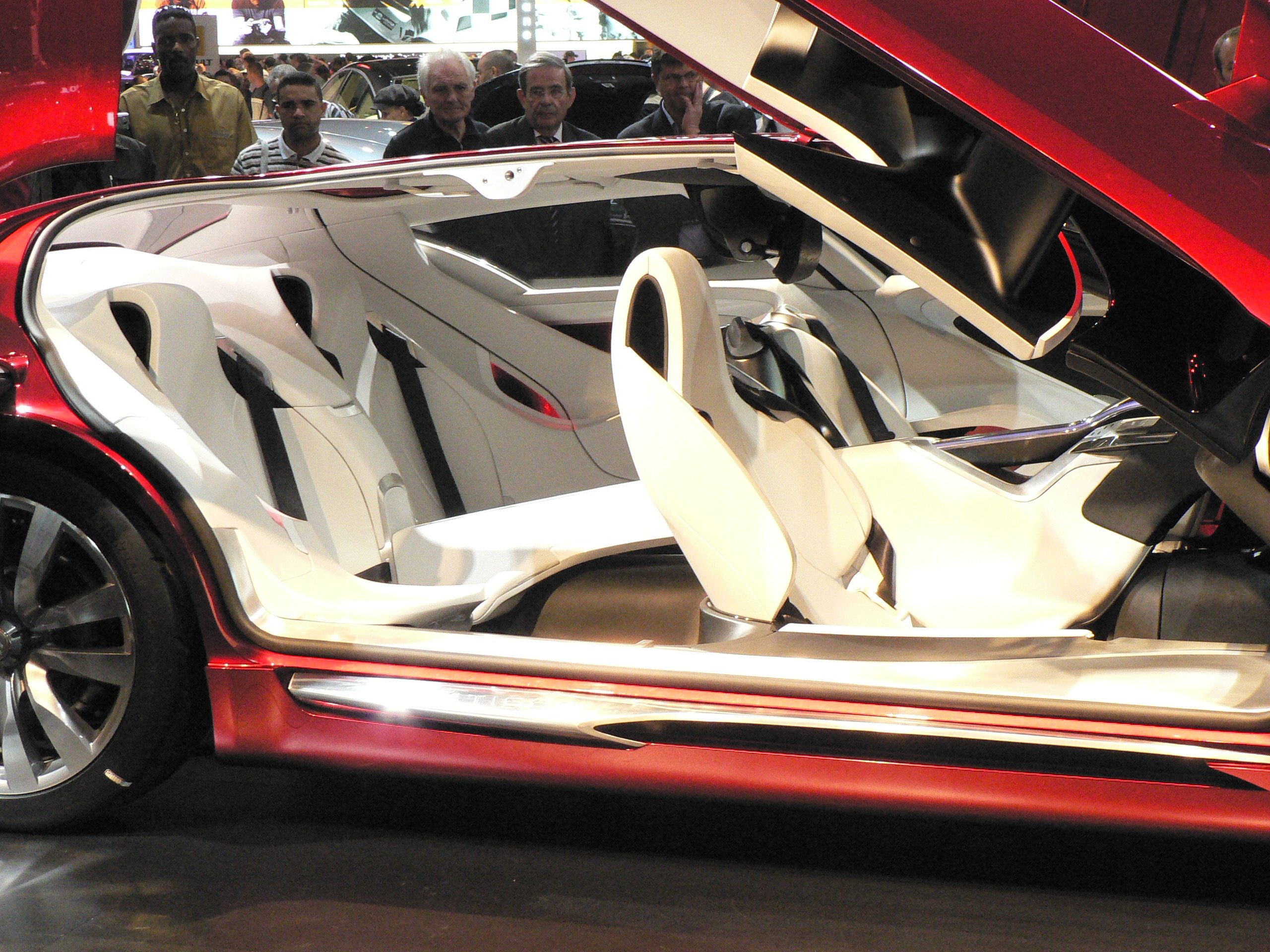
Wnętrze C-Métisse

Najnowsze C-Métisse to studium czterodrzwiowego hatchbacku, które dzięki ultra niskiej budowie nadwozia (1,24 m wysokości) zyskało od projektantów przydomek coupe. 4,74 m długie i 2 m szerokie auto o oryginalnych kształtach w swoim luksusowym wnętrzu, do którego wchodzi się przez uskrzydlone drzwi, pomieści cztery osoby. Przedział pasażerski musiał się obejść bez słupka B, dzięki czemu łatwiej się wsiada, jednak konstrukcja musiała zostać odpowiednio usztywniona. Podstawowym elementem nośnym całej konstrukcji jest podłoga, w której zamontowano ciężkie akumulatory.
Każdy z pasażerów ma do dyspozycji osobny skórzany fotel z wyraźnym profilowaniem i możliwością indywidualnej regulacji wielu funkcji, włącznie z klimatyzacją. Kierowca może ustawić sobie pedały, kolumnę kierownicy, fotel oraz zagłówek, który zawieszono na podsufitce. Wszystkie przełączniki umieszczono na kierownicy lub na podsufitce. Tylny bagażnik dopełniono dwoma mniejszymi za przednią osią.

## Unikalne drzwi
C-Metisse zaskakuje zastosowanymi rozwiązaniami technicznymi, w szczególności w dziedzinie drzwi. Pierwsza niespodzianka to obecność tylnych drzwi w samochodzie, który jest doskonałym przedstawicielem kategorii coupé. Drugie zaskoczenie to spektakularny, niemal baletowy, sposób otwierania drzwi. Niezależnie od niezwykłego efektu wizualnego to skuteczne rozwiązanie ułatwia dostęp do wnętrza. Drzwi w momencie otwierania częściowo odsuwają dach stanowiący główną przeszkodę w niskich samochodach i zapewniają doskonałą dostępność. Bagażnik otwierany w układzie równoległym dopełnia estetykę.

## Silnik
- wysokoprężny silnik spalinowy V6 HDi FAP współpracujący z automatyczną sześcioprzełożeniową skrzynią biegów z napędem na przednie koła, osiągający moc 150 kW (208 KM),
- dwa silniki elektryczne umieszczone przy tylnych kołach, z których każdy generuje moment siły 400 Nm i moc 15 kW (20 KM).

C-Métisse przyśpiesza od 0 do 100 km/h w 6,2 s, prędkość maksymalna wynosi 250 km/h, auto średnio zużywa 6,5 l paliwa na 100 km. W ważącym 1400 kg samochodzie zamontowano opony w rozmiarze 255/40 R 20 oraz hydropneumatyczne zawieszenie. W odróżnieniu od innych producentów Citroen prezentuje również konstrukcję szkieletu z lekkich kompozytów.
Według Citroëna energia elektryczna w akumulatorach starcza na ok. 3 km jazdy przy prędkości 30 km/h wyłącznie na napędzie elektrycznym.